# Clipston (Northamptonshire)
Clipston – wieś w Anglii, w hrabstwie Northamptonshire, w dystrykcie (unitary authority) West Northamptonshire. Leży 22 km na północ od miasta Northampton i 117 km na północny zachód od Londynu. Miejscowość liczy 613 mieszkańców.